# حادثه توماس کراون (فیلم ۲۰۲۷)
حادثه توماس کراون (انگلیسی: The Thomas Crown Affair) یک فیلم سرقت و عاشقانه آمریکایی آماده اکران به کارگردانی مایکل بی. جردن با فیلم‌نامه‌ای از درو پی‌یرس است. این فیلم بازخلق نسخهٔ اصلی آن به نام حادثه توماس کراون محصول سال ۱۹۶۸ محسوب می‌شود، بازیگران اصلی این فیلم مایکل بی. جردن، تیلور راسل، کنت برانا، لیلی گلادستون، دانای گوریرا، پیلو اسبک و عایشه هارت می‌باشند. 
در حال حاضر تاریخ اکران این فیلم برای ۵ مارس ۲۰۲۷ برنامه ریزی شده‌است.

## داستان
توماس کراون میلیاردر ماجراجویی است که یک نقاشی ارزشمند را می‌دزدد. در حالی که یک بازرس بیمه در تعقیب اوست، میان این دو در جریان بازی موش و گربه، رابطه‌ای عاشقانه شکل می‌گیرد.

## بازیگران
- مایکل بی. جردن در نقش توماس کراون
- تیلور راسل
- کنت برانا
- لیلی گلادستون
- دانای گوریرا
- پیلو اسبک
- عایشه هارت

## تولید
در فوریه ۲۰۱۶، مایکل بی. جردن پیشنهادی را به شرکت مترو گلدوین میر ارائه داد تا اقتباسی تازه از فیلم حادثه توماس کراون (۱۹۶۸) ساخته شود، با این امید که نقش اصلی را خود او ایفا کند. در آوریل ۲۰۱۹ گزارش شد که آنتونی روسو و جو روسو با همکاری شرکت تولیدی‌شان به نام ای‌جی‌بی‌او، تهیه‌کنندگی نسخه‌ای جدید از این فیلم را بر عهده گرفته‌اند.
در آوریل ۲۰۲۳، پس از خرید شرکت ام‌جی‌ام توسط آمازون، اعلام شد که بازسازی این اثر در دستور کار قرار گرفته و فیلمی جدید از طریق آمازون استودیوز (که بعداً به آمازون ام‌جی‌ام استودیوز تغییر نام داد) در دست توسعه است.
در سپتامبر ۲۰۲۴ اعلام شد که مایکل بی. جردن علاوه بر ایفای نقش اصلی، کارگردانی و تهیه‌کنندگی پروژه را نیز بر عهده خواهد داشت. فیلم‌نامه توسط درو پی‌یرس نوشته می‌شود که بر پایهٔ پیش‌نویس‌هایی از وس توک و جاستین بریت-گیبسون توسعه یافته است.
در مارس ۲۰۲۵، تیلور راسل برای نقش اصلی زن انتخاب شد. در ژوئیه همان سال، کنت برانا، لیلی گلادستون، دانای گوریرا، پیلو اسبک و عایشه هارت نیز به گروه بازیگران پیوستند و اطلس انترتینمنت به مدیریت چارلز روون به جمع تهیه‌کنندگان پروژه اضافه شد.

### فیلم‌برداری
فیلم‌برداری اصلی از ۷ ژوئیه ۲۰۲۵ در الستری استودیوز واقع در انگلستان آغاز شد.

## انتشار
حادثه توماس کراون قرار است در ۵ مارس ۲۰۲۷ در ایالات متحده و به صورت آی‌مکس منتشر شود.